# Пігальово (Нижньогородська область)
Пігальово (рос. Пигалёво) — присілок в Воскресенському районі Нижньогородської області Російської Федерації.
Населення становить 61 особу. Входить до складу муніципального утворення Владимирська сільрада.

## Історія
Від 2009 року входить до складу муніципального утворення Владимирська сільрада.

## Населення
| 1999 | 2002 | 2010 |
| ---- | ---- | ---- |
| 68   | ↘66  | ↘61  |